# 費爾德峰
費爾德峰（英語：Felder Peak）是南極洲的山峰，位於奧次地，處於麥克利里冰川終點附近，屬於庫克山脈的一部分，海拔高度1,970米，現時由南極條約體系管理。